# أكسل كامبيول
أكسل كامبيول (بالإيطالية: Axel Campeol)‏ (مواليد 5 مارس 2000) هو لاعب كرة قدم إيطالي سابق ومنشئ محتوى. لعب بشكل أساسي كظهير أيسر.